# Oscar Carregal
Oscar Cyrilo Carregal (ur. 14 kwietnia 1898, zm. 27 lutego 1970 w Rio de Janeiro) – piłkarz brazylijski znany jako Carregal, napastnik.
Urodzony w Niterói Carregal od 1916 roku grał w klubie CR Flamengo, w którym występował do 1921 roku.
Jako piłkarz klubu Flamengo wziął udział w turnieju Copa América 1919, gdzie Brazylia zdobyła mistrzostwo Ameryki Południowej. Nie zagrał w żadnym meczu.
Razem z Flamengo Carregal dwukrotnie zdobył mistrzostwo stanu Rio de Janeiro – w 1920 i 1921.
W reprezentacji Brazylii zagrał tylko raz – 1 czerwca 1919 roku w zremisowanym 3:3 meczu z Argentyną w ramach Copa Roberto Chery 1919.